# Mid-Wales Railway

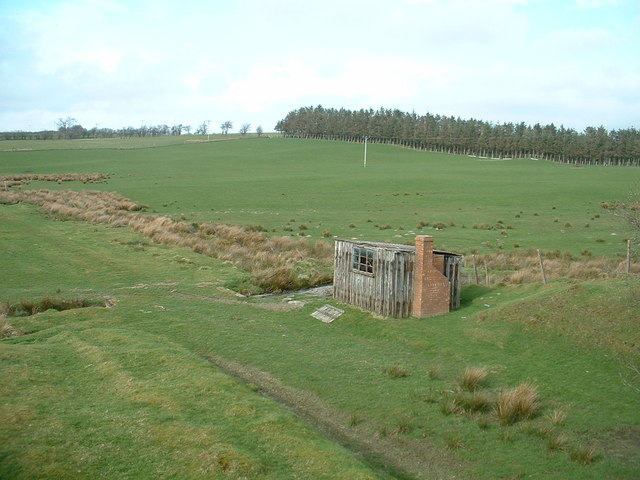
Reste eines Schuppens an der Bahnstrecke der Mid-Wales Railway bei Pantydwr

Die Mid-Wales Railway war eine britische Eisenbahngesellschaft in Wales.

## Geschichte
Die Gesellschaft erhielt am 1. August 1859 die Konzession zum Bau einer 75 Kilometer langen Nord-Süd-Bahnstrecke von Llanidloes nach Llandovery und am 3. Juli 1860 von Newbridge-on-Wye nach Three Cocks. Die Hereford, Hay and Brecon Railway (HH&BR) übernahm im August 1860 die Hay Railway. Bei der Aufteilung derer Strecke übernahm die Mid-Wales Railway den Abschnitt Three Cocks–Talyllyn Junction. In Llanidloes bestand Anschluss zur zeitgleich errichteten Llanidloes and Newtown Railway.
Der erste Spatenstich erfolgte am 2. September 1859. Bis 1862 ruhten die Bauarbeiten. Beim Bau der Strecke kam es südlich von Llanidloes zu Konflikten mit der Manchester and Milford Railway, die ebenfalls eine Bahnstrecke in diesen Ort errichtet. Schließlich wurde der Llanidloes and Newton Railway die 2,4 Kilometer lange Strecke zwischen Llanidloes und Penpontbren Junction zugesprochen. Die beiden Gesellschaften erhielten jeweils ein Streckenbenutzungsrecht.
Nach der Eröffnung am 23. August  1864 wurde am 1. September der planmäßige Güterverkehr aufgenommen.
Auf dem Bau einer eigenen Strecke von Builth Road nach Llandovery wurde verzichtet. Stattdessen wurde am 1. November 1866 eine Verbindungskurve zur Bahnstrecke der Central Wales Extension Railway fertiggestellt.
Nachdem sich die im Jahr 1865 erfolgte Fusion der HH&BR und der Brecon and Merthyr Tydfil Junction Railway als illegal erwies, war die Mid-Wales Railway vom 1. Oktober 1868 bis zum 1. Oktober 1869 mit der Betriebsführung beauftragt.
Der Verkehr auf der Strecke der Mid-Wales Railway erfüllte nie die Erwartungen, trotz dass damit eine durchgehende Verbindung zwischen Manchester und Swansea/Cardiff geschaffen wurde. Die Bahngesellschaft geriet deshalb in finanzielle Schwierigkeiten. Sie verkaufte ihre Lokomotiven und Wagen und schloss mit der Cambrian Railways eine Betriebsvereinbarung. Diese trat am 2. April 1888 in Kraft. Am 24. Juni 1904 wurde die Gesellschaft schließlich von der Cambrian Railways übernommen.

## Weblink
- Streckenplan auf railbrit.co.uk